# Renshi
 Der er for få eller ingen kildehenvisninger i denne artikel, hvilket er et problem. Du kan hjælpe ved at angive troværdige kilder til de påstande, som fremføres i artiklen.

Renshi (kanji: 錬士 : hiragana: れんし) er den første instruktør titel ( Shōgō (称号) - inden for japansk kampsport/kampkunst, som man kan forsøge at tage efter 5. dan.

## Andre titler
- Hanshi
- Kyoshi
- Sempai
- Sensei
- Shihan
- Soke